# Królowa Ofiru ze złotą biżuterią
Królowa Ofiru ze złotą biżuterią – postać tradycyjnie uważana za Maryję Dziewicę, opisana w 45 rozdziale Księgi Psalmów.

## Interpretacja jako Dziewica Maryja
Katolicyzm utrzymuje, że druga połowa Psalmu 45 mówi o Dziewicy Maryi. Ona jest „złotą królową Ofiru” (werset 9); jej uroda, tak pożądana przez króla, nie polega na wyglądzie zewnętrznym, ale na jej sercu (werset 13); i że Kościół jest reprezentowany przez dziewice, które mu towarzyszą (w. 14) i które go czczą (w. 12). Aby to zrozumieć, musimy najpierw zrozumieć pozycję królowej w Starym Testamencie. Królowa nie była żoną króla, ale jego matką. Król miał kilka żon, ale tylko jedną matkę.

## W wizji św. Jana
Psalm 45:1-9 odnosi się do Jezusa, a wersety 9-17 odnoszą się do tej Królowej. Czy św. Jana był świadkiem wniebowzięcia Najświętszej Marii Panny? Tradycja naucza, że tak, poprzez Pismo Święte, które pisze:

Wtedy na niebie pojawił się wielki znak: Niewiasta była obleczona w słońce, a księżyc był pod jej stopami, a na jej głowie miała koronę z 12 gwiazd.

Św. Jan uznaje Najświętszą Maryję Pannę za „Królową” Nieba, ponieważ daje wizję tej Niewiasty, bardzo podobną do Królowej z Psalmu 45. Ten św. Jan widzi wydarzenie Wniebowzięcia Maryi w Psalmie 45.

## Pismo świętego Hieronima
Święty Hieronim utrzymuje, że ten Psalm mówi o Dziewicy, Oblubienicy i Kościele.

## Z okazji święta Wniebowzięcia NMP
Psalm 45 jest używany co roku 15 sierpnia jako psalm responsoryjny.